# Idrisider

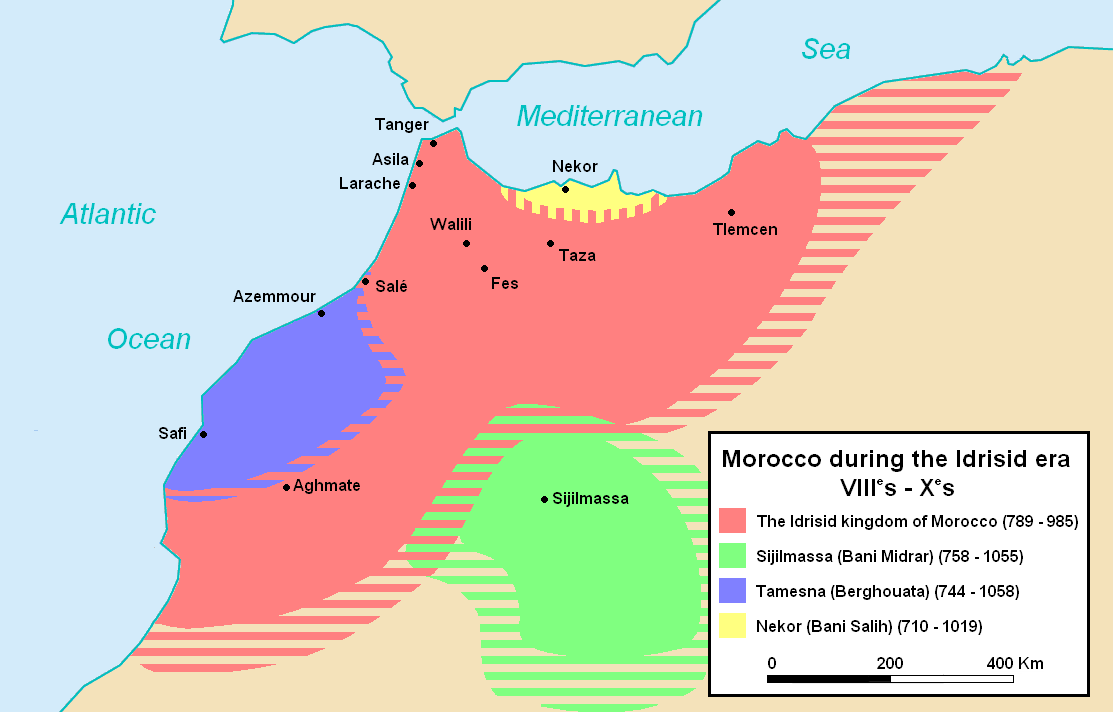
Idrisiderna (rosa) under dess största utbredning.

Idrisider (på arabiska الأدارسة) var en arabisk Zaydi-Shia-dynasti i västra Maghreb (ungefär motsvarande nuvarande Nordafrika) som regerade från 788 till 985. Dynastin är uppkallad efter sin första sultan, Idriss I, en bland kalifen Alis efterkommande Idris ibn Abdallah, som med anledning av ett uppror i Medina flydde till Egypten och därifrån till Marocko. Idrisiderna härskade i Ceuta och uppnådde sin största makt omkring 860. Denna dynasti störtades på 900-talet.

## Regenter
- Idriss I - (788-791)
- Idris II - (791-828)
- Muhammad ibn Idris - (828-836)
- Ali ibn Idris, känd som "Ali I" - (836-848)
- Yahya ibn Muhammad, known as "Yahya I" - (848-864)
- Yahya ibn Yahya, känd som "Yahya II" - (864-874)
- Ali ibn Umar, känd som "Ali II" - (874-883)
- Yahya ibn Al-Qassim, känd som "Yahya III" - (883-904)
- Yahya ibn Idris ibn Umar, känd som "Yahya IV" - (904-917)
- Fatimid overlordship - (922-925)
- Al-Hajjam al-Hasan ibn Muhammad ibn al-Qassim - (925-927)
- Fatimid overlordship - (927-937)
- Al Qasim Guennoun - (937-948)
- Abu l-Aish Ahmad - (948-954)
- Al-Hasan ibn Guennoun, känd som "Hassan II" - (954-974)
- Ali, Kalif av Cordoba - 1016